# Gianfranco Comotti

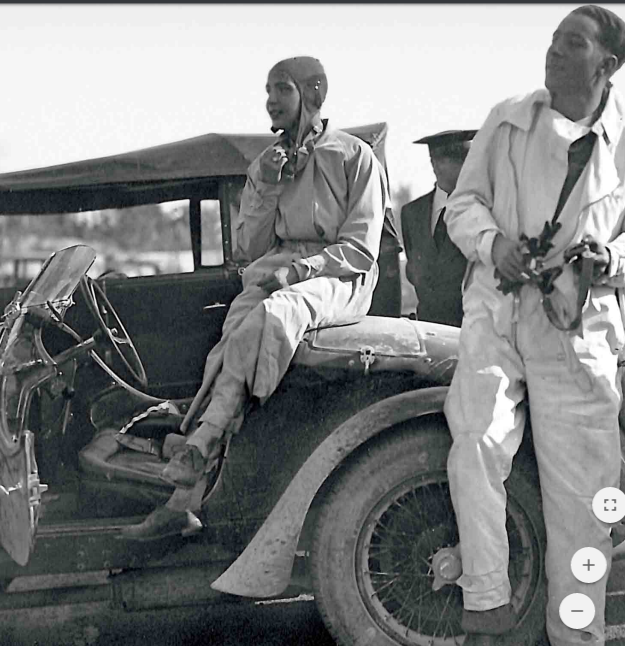
Gianfranco Comotti in 1934

Gianfranco "Franco" Comotti (Brescia, 24 juli 1906 – Bergamo, 10 mei 1963) was een Italiaans Formule 1-coureur. Hij reed twee Grands Prix; de Grand Prix van Italië van 1950 voor het team Maserati en de Grand Prix van Frankrijk van 1952 voor het team Ferrari.